# 인사여무
"인사여무"(人蛇女巫)는 한국에서 제작된 권영순 감독의 1975년 영화이다. 남수정 등이 주연으로 출연하였고 한갑진 등이 제작에 참여하였다.

## 출연

### 주연
- 남수정
- 최무웅
- 황근하